# Нарышкин, Кирилл Полиектович
Кири́лл Полие́ктович Нары́шкин (1623 — 30 апреля [10 мая] 1691) — отец царицы Натальи Кирилловны и дед Петра Великого, родоначальник боярского рода Нарышкиных. 
В бояре был пожалован после рождения Петра. В литературе встречается написание Кирилл Полуектович Нарышкин.

## Жизнь
Представитель незначительного тарусского рода (значительных помещиков) Нарышкиных, сын тарусского городского дворянина (1627—1629) Полуэкта Ивановича Нарышкина, погибшего в 1633 году во время Смоленской войны, под Смоленском, в другом источнике сына боярского Полуекта Ивановича Нарышкина. Женился, неизвестно в каком году, на каширской помещице Анне Леонтьевой, которая пережила его на 15 лет.
В 1657 году, когда Наталье Кирилловне было всего 5 лет, её отец Кирилл Полуектович Нарышкин имел поместный оклад 850 четвертей, да с придачей 38 рублей. А в 1666 году, следовательно, за 5 лет до бракосочетания Натальи Кирилловны с царём Алексеем Михайловичем, Кириллу Полуектовичу было прибавлено ещё 100 четвертей земли, да денег 12 рублей, а всего 950 четвертей (1425 десятин) и денежный оклад 50 рублей, что по должностному окладу и цене денег того времени, можно утверждать, что Кирилл Полуектович занимал солидную должность и семья была далеко не нуждающаяся.
В 1658 году Кирилл Полуектович стряпчий рейтарского строя, и служил стрелецким головой в Смоленске.
В 1660 году Кирилл Полуектович был воеводой на Тереке и здесь отражал нападения возмутившихся ногайцев, а вскоре после этого в 1662 году мы встречаем его уже на воеводстве в Казани, где он был вторым воеводой при боярине князе М. П. Сулешове.
Принимал участие в большой войне с поляками. В 1663 году — ротмистр в полку «новонабранных рейтар», которым командовал боярин Артамон Сергеевич Матвеев. Благосклонность Матвеева позволила Нарышкину стать головой в стрелецком полку (1666), а уже в конце 1660-х годов он пожалован в стольники.
В 1671 году царь Алексей Михайлович, и до того благоволивший Нарышкину, женился вторым браком на его дочери, Наталье Кирилловне (1651—1694). С этого момента началось возвышение рода Нарышкиных: Кирилл Полуэктович в 1671 году пожалован в думные дворяне, а в 1672 году — в окольничие и бояре (в день рождения царевича Петра).
В 1673 году он получил чин дворецкого царицы и назначен главным судьёй в Приказ Большого дворца; во время частых отъездов Алексея Михайловича на богомолье оставался «Москву ведать». В 1673—1678 годах Кирилл Полуэктович командовал гусарским полком Новгородского разряда.
После смерти Алексея Михайловича, по проискам Милославских, все должности Кирилла Полиектовича были у него отняты. Во время стрелецкого восстания 1682 года Кирилл Полиектович, по требованию стрельцов, был насильно пострижен в монахи под именем Киприана и сослан в Кирилло-Белозерский монастырь.
Информация в Русском биографическом словаре о том, что Кирилл Полиектович не покидал стен монастыря и в нём скончался не соответствует действительности. В «Розыскных делах о Фёдоре Шакловитом и его сообщниках» стрельцы показывают, что Шакловитов говорил им «побить боярина Кирила Полуехтовича съ дѣтми и съ родственники», «И въ то жъ де время онъ Ѳедка говорилъ, чтобъ боярина Кирила Полуехтовича постричь, а вдову бы Нарышкину, что дворъ еѣ въ Чертольскихъ воротехъ, убить же бы для того, что де они въ государствѣ мутятъ». В «Истории царствования Петра Великого» Н. Г. Устрялов приводит «Ведомость о роздаточных сёлах и деревнях из дворцовых волостей с 7190 (1682) года», в которой в 7197 (1689) году Кириллу Полуектовичу Нарышкину с детьми передаётся в вотчину Муромского узда Стародубские сёла — дворов: 218, пашни (четьи): 4914, сена (копны): 12867, денежных доходов: 80 рублей.
Вероятно, в Русском биографическом словаре использована информация из статьи Н. А. Полевого «Опыт исторического рассказа о Петре Великом» в журнале «Сын Отечества» (январь 1838 года): «Стрѣльцы сдержали слово, не убили его, но пока одни терзали Ивана Кириловича, другие отвели родителя Царицы въ Чудовъ Монастырь. Тамъ постригли его насильно, и подъ именемъ старца Кипрiана, отправили въ простой телѣгѣ въ Кириловскій-Бѣлозерскій Монастырь, гдѣ суждено было ему вскорѣ успокоиться въ могилѣ, испытавъ и величіе и превратность земнаго счастія».
Умер 30 апреля 1691 г. и похоронен 1 мая в присутствии Петра I в Боголюбской церкви Высокопетровского монастыря. Надпись на гробнице: «Лета 7199 апреля 30 дня преставился раб Божий болярин Кирила Полуехтович Нарышкин и положен здесь».
Жена его — Анна Леонтьевна Нарышкина умерла 2 июня 1706 года и была погребена в церкви Боголюбския Пресвятой Богородицы Высокопетровского монастыря. Надпись на гробнице: «1706 года Іюня во вторый день преставися раба Божiя, болярина Кирилы Полуехтовича Нарышкина жена ево, вдова болярыня Анна Леонтевна».

## Дети
- Наталья Кирилловна (1651—1694), 2-я жена царя Алексея Михайловича
- Иван Кириллович (род. 1658, убит стрельцами 17 мая 1682), боярин (1682); женат на кнж. Прасковье Алексеевне Лыковой
- Афанасий Кириллович (род. 1662, убит стрельцами 15 мая 1682), комнатный стольник, владелец 88 тысяч крестьянских душ
- Лев Кириллович (1664—1705), глава Посольского приказа, продолжатель рода Нарышкиных
- Мартемьян Кириллович (1665 — 4 марта 1697), в 1690 году пожалован в бояре
- Фёдор Кириллович (1666—1691), кравчий; женат на кнж. Прасковье Дмитриевне Голицыной (впоследствии жена князя Аникиты Репнина)
- Евдокия Кирилловна (ум. 9 августа 1682), девица.